# Староенглески језик
Староенглески језик (стенгл. Ænglisc sprǣc; ISO 639-3: ang), или англосаксонски језик, историјски је индоевропски језик који се говорио између 450. године и 1100. године на подручју данашње Велике Британије.
Обухватао је неколико дијалеката: западносаксонски, јужни староенглески, нортамбријски, кентски, англијски, мерсијски.
Мерсијски дијалекат је предак савременог енглеског језика.